# Jan Willem Sluiter

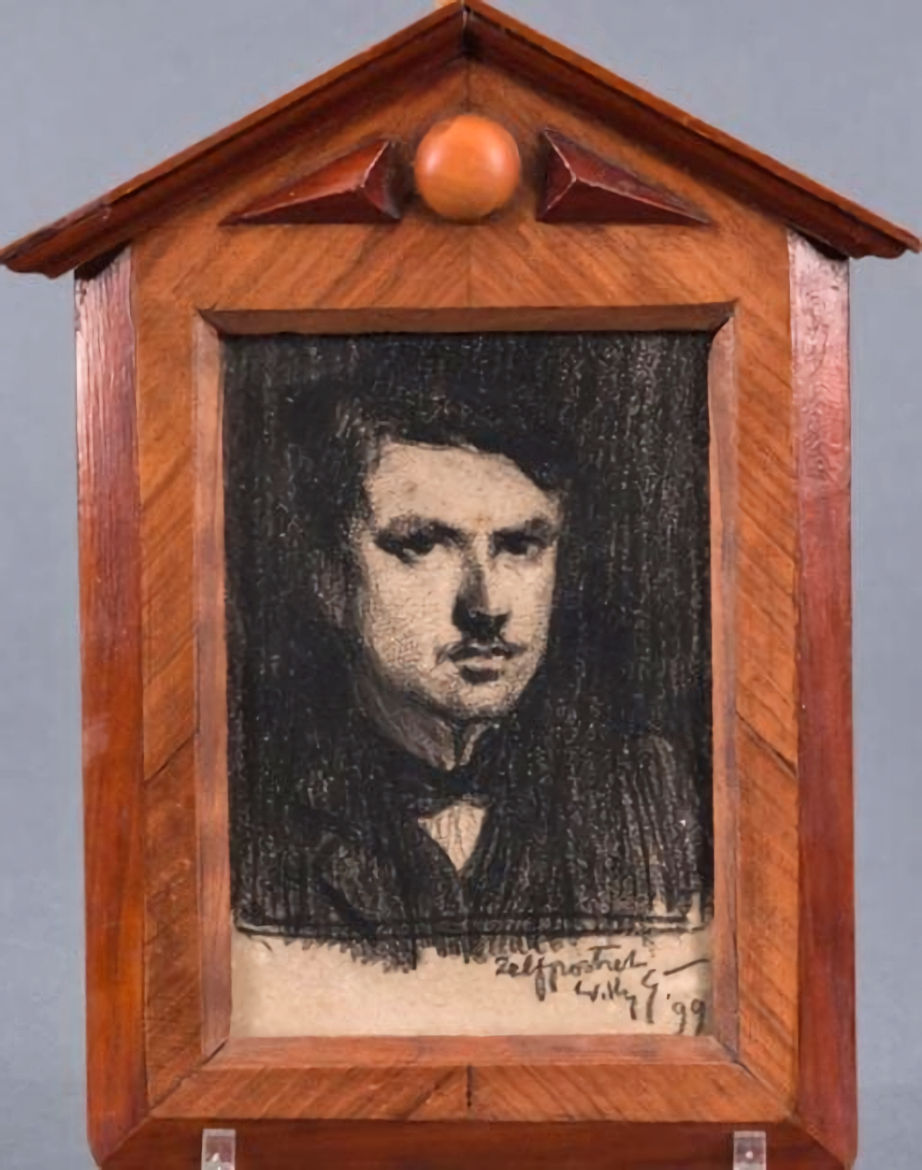
Selbstporträt (1899)

Jan Willem Sluiter (* 24. Mai 1873 in Amersfoort; † 22. Mai 1949 in Den Haag; auch Willy Sluiter) war ein Grafiker und Kunstmaler aus den Niederlanden.

## Leben

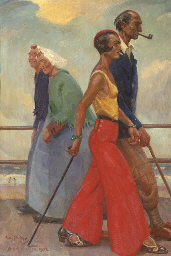

Sluiter war Sohn eines Notars, der in Zwijndrecht seine Kanzlei hatte.
Willy Sluiter besuchte 1891 bis 1894 die Kunstakademie in Rotterdam, studierte später an der Haager Kunstakademie. Er lebte u. a. in Scheveningen bei Den Haag, Volendam (1898–1909), Laren (1909–1916) und schließlich in Den Haag. Er war Mitglied mehrerer Künstlervereinigungen, darunter Arti et Amicitiae in Amsterdam und Pulchri Studio (wo er Vorsitzender war) in Den Haag.

## Werke

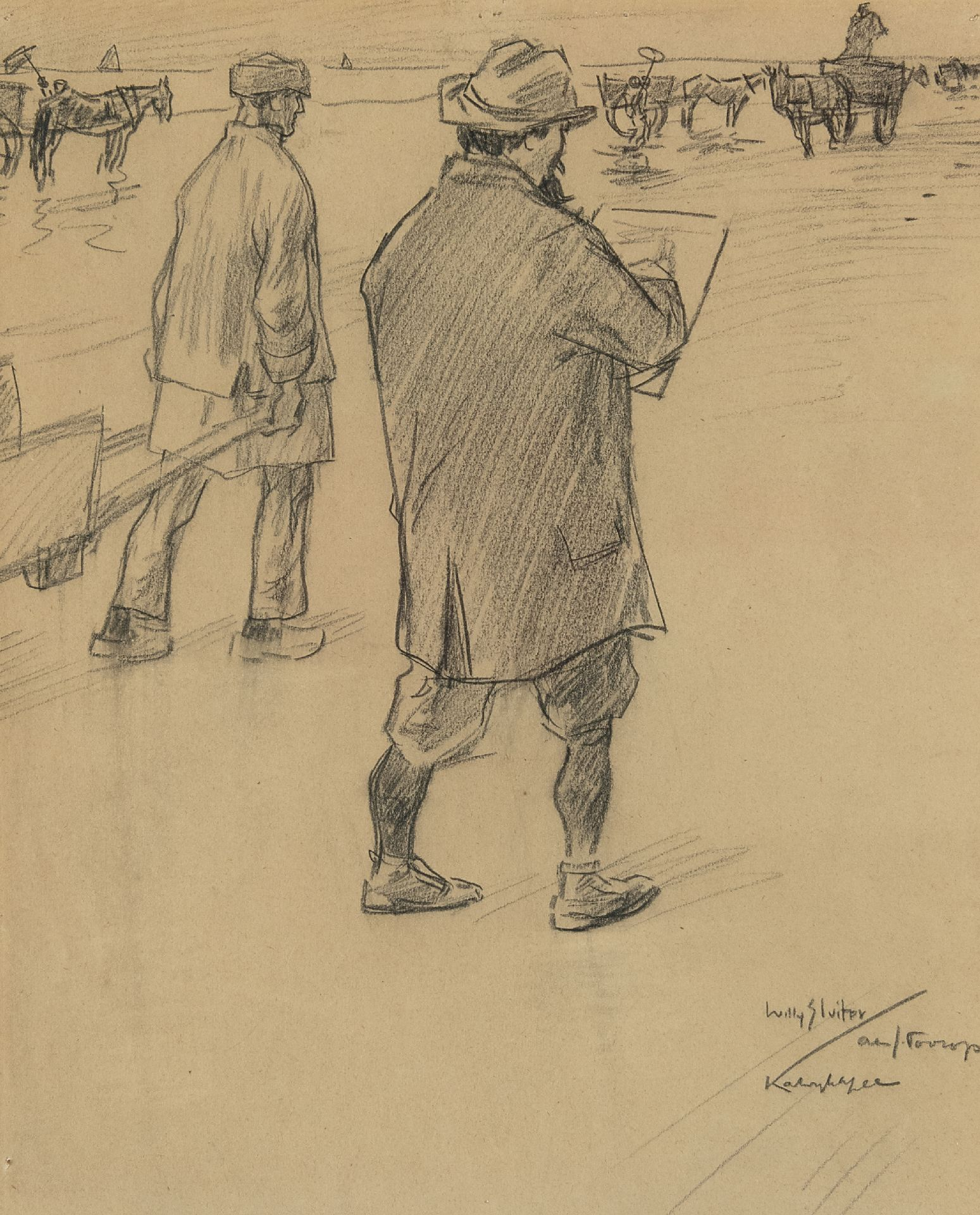
Jan Toorop in Katwijk

Sluiter machte nicht nur Gemälde, sondern auch Lithographien, Propaganda- und Werbeplakate. Dazu entwarf er Bucheinbände. Sein Stil wurde, vor allem in seinen frühen Werken, vom Impressionismus und namentlich von  seinem großen Vorbild Toulouse-Lautrec geprägt. Er malte gerne Fischer- und Strandszenen, aber auch Skizzen aus der mondänen Gesellschaft.

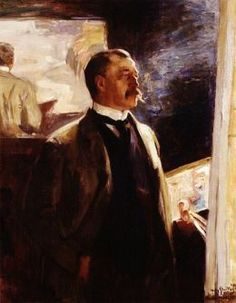
Jan Willem Sluiter: Porträt Hans von Bartels

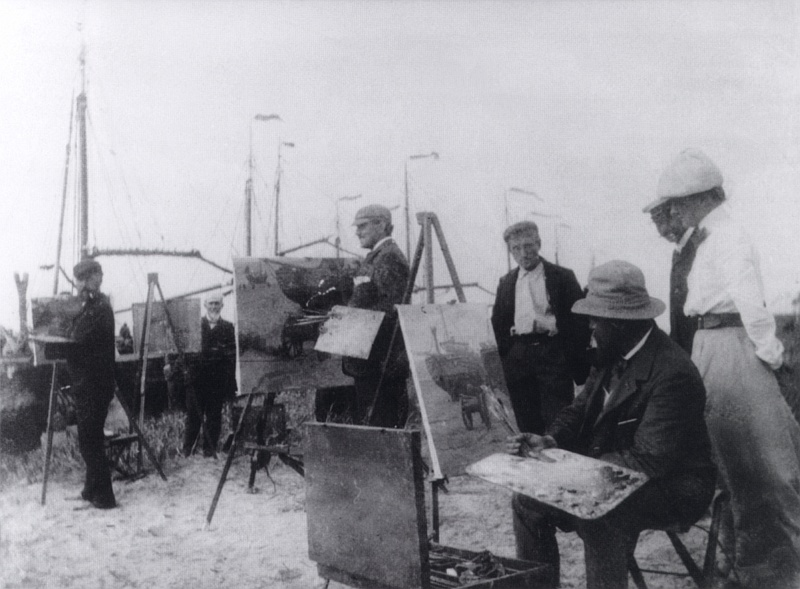
Künstler in Katwijk. Links Derk Wiggers, mitte Willy Sluiter, rechts Hendrik Willebrord Jansen

Im Katwijker Museum war vom 1. Oktober 2013 bis 11. Januar 2014 eine Ausstellung seiner Werke zu sehen.

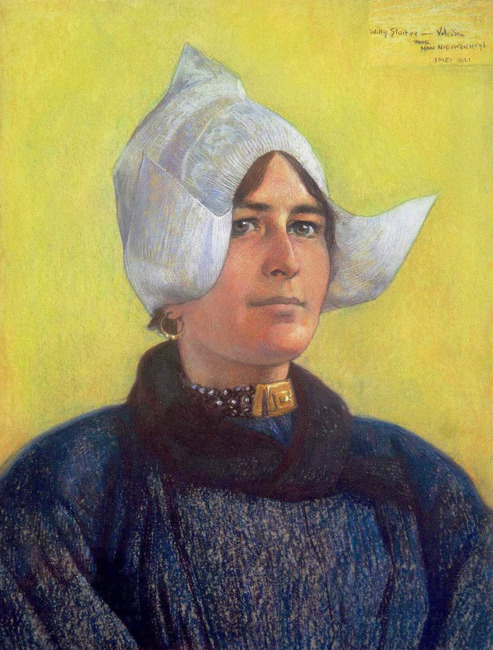
Hille Butter
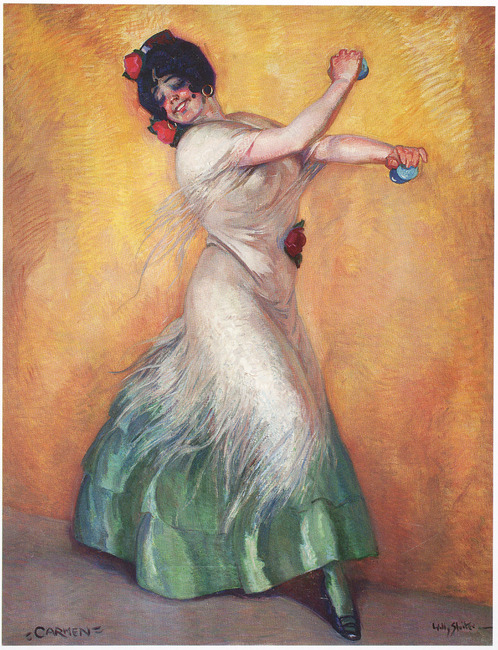
Carmen (1915)
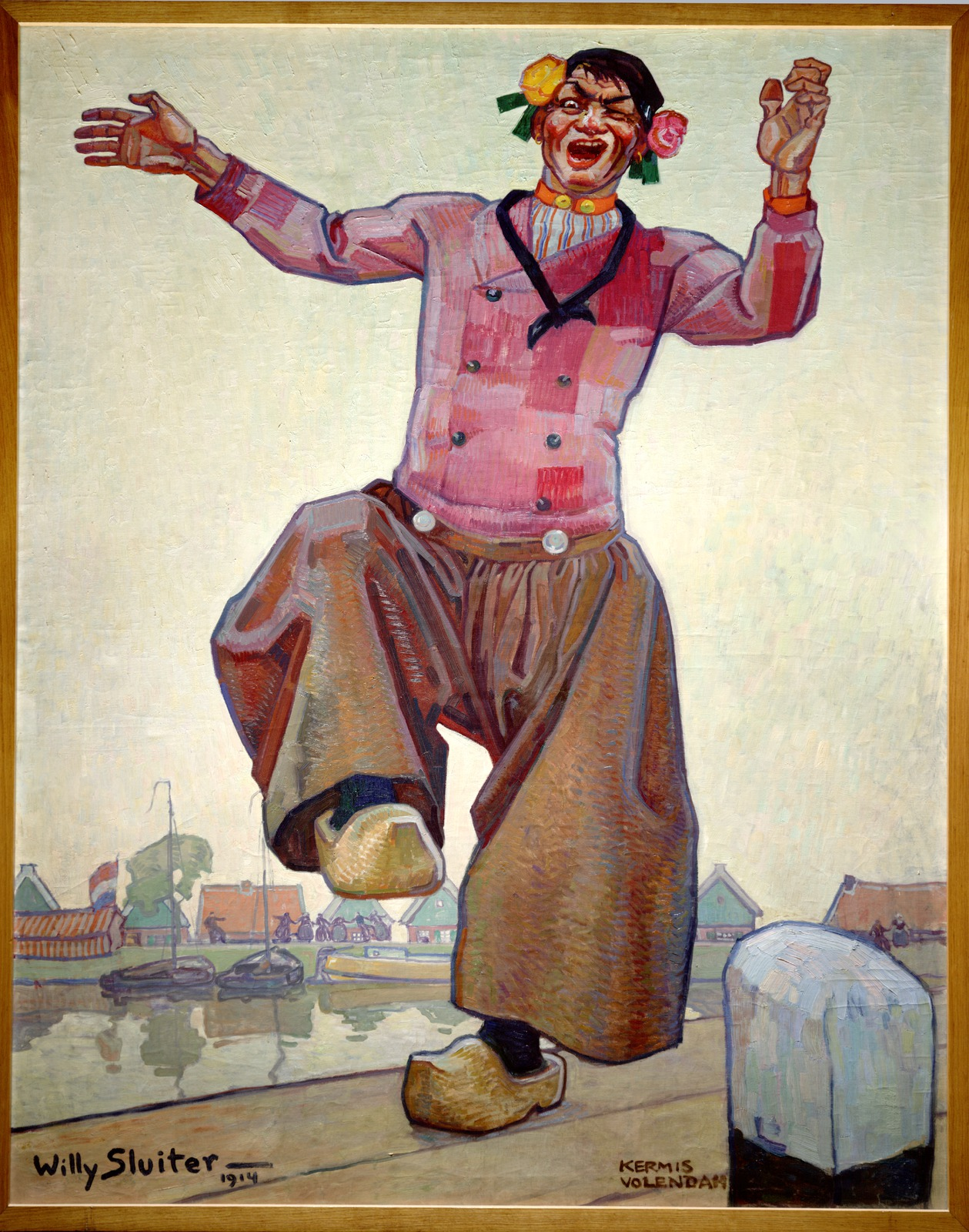
Volendam
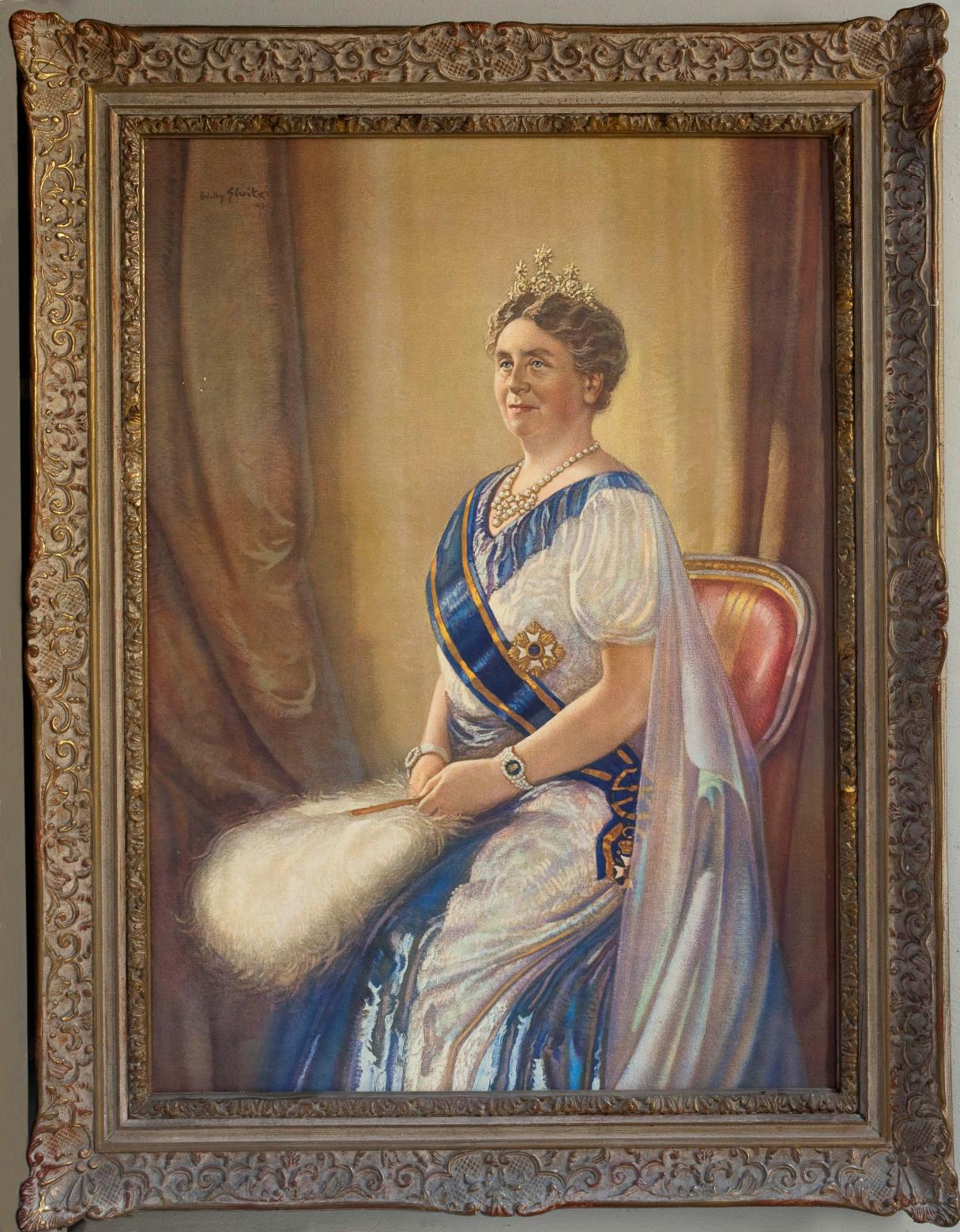
Königin Wilhelmina
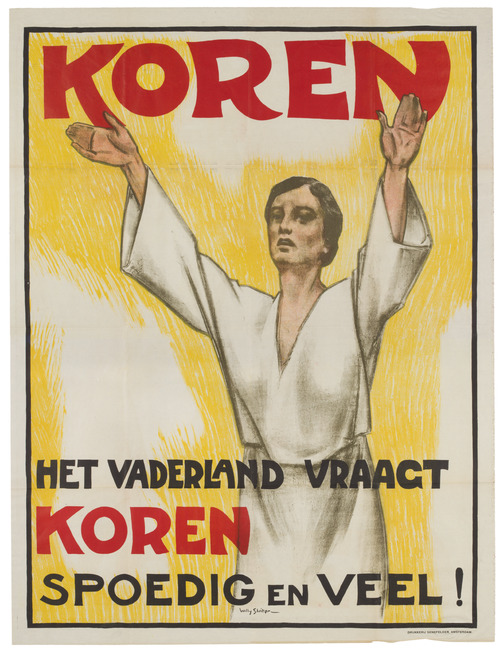
Plakat Korn